# Enric Giner Canet
Enric Giner Canet (Nules, 20 de juliol de 1899; València 1990) va ser un medallista, escultor i pintor valencià de reconegut prestigi en el seu àmbit de treball. És considerat com un dels grans medallistes del segle xx.

## Estudis i trajectòria professional
Va realitzar la seua formació acadèmica a València, on va ser estudiant a l'Escola de Belles arts Sant Carles de València, realitzant el seu perfeccionament a l'Escola de Belles Arts de San Fernando de Madrid.
Molt prompte va començar el disseny de medalles, obtenint reconeixement ràpidament com ho demostra la consecució el 1921 de la Medalla d'or de l'Exposició de Belles arts del Protectorat Espanyol del Marroc.
Entre 1922 i 1926 va establir la seua residència a Madrid, aquest temps li va permetre conèixer i estrènyer llaços d'amistat amb José Capuz Mamano, Julio Vicent Mengual i Juan Adsuara Ramos; i simultanejar estudis i treball en els tallers Granda, fundats per Félix Granda.
Va entrar a treballar com a professor en l'Escola de Belles Arts de Sant Carles de València a partir de 1926, on va arribar a exercir el càrrec de catedràtic de gravat en buit, des de l'any 1942 fins a 1973. Com a docent feia classes de dibuix del natural i escultura. El 1973 és nomenat Acadèmic de Nombre de la Reial Acadèmia de Belles arts de Sant Carles, i va ocupar el càrrec de secretari de la mateixa fins que, el 1983, rep el títol d'Acadèmic d'Honor de la mateixa.
El treball de Giner, que posseïa una gran formació tant artística com a humanista, és rellevant pel seu domini de l'anatomia, l'harmonia en la composició i la sobrietat dels recursos amb els quals es tractava d'aconseguir la major força expressiva, tant en relleus com en escultures exemptes.

## Obres
Entre les seues obres, com a escultor, no es pot deixar de tenir en compte:
- “Pelicano” (1926),
- “El escultor su obra y la modelo” (1933)
- “Retrato de Sol Giner” (1972).

Malgrat la qualitat de la seua escultura, Giner fou abans de res i sobretot un excepcional medallista. De tota la seua àmplia creació de medalles cal destacar “Ara y Siembra”, col·lecció de medalles que va realitzar per a si mateix, sense cap mena de condicionants. És en aquesta col·lecció on queda plasmat el seu mestratge en l'art de la medalla, ja que domina tant la composició com les inscripcions, en les quals pot veure's el seu ideari humanista.
També és destacable el seu treball sobre la figura d'Alfons el Magnànim. El 1958 va rebre l'encàrrec de la Institució Alfons el Magnànim de València, per a la confecció de la medalla commemorativa del cinquè centenari de la mort del monarca renaixentista.
El 1945, juntament amb Ramón Mateu Montesinos, va rebre el Premi nacional de medallística per a la “Medalla al Mèrit Policial”.
Entre la seua producció medallística podem destacar:
- “Pax” (1926),
- les de el “Consell Superior de Recerques Científiques” i “Premis de l'Exposició Nacional de Belles arts” (1940),
- “Mil·lenari de Castella” (1943),
- “IV Centenari de Cervantes” (1947),
- “Cercle de Belles arts de València” (1950),
- “Jocs del Mediterrani” (1955),
- ”Medalla de Francisco Pérez Bayer” lliurada el 1956 a la Biblioteca de la Universitat de València.[5]
- “Institució Alfons el Magnànim” (1958)
- “VII Centenari de la mort de Jaume I” (1976).

Les seues obres han estat encunyades després de la seua mort, ja que tant institucions privades (com l'Associació d'Amics del Camí de Santiago), com a públiques (entre elles el propi Ajuntament de Nules), han utilitzat models de Giner per encunyar medalles commemoratives d'esdeveniments actuals (com és el cas del 50° aniversari de la instauració dels seus Jocs Florals de Nules, o utilitzar una medalla com a símbol d'una associació).

## Museu de Medallística de Nules
Enric Giner va atorgar el seu llegat (format per les seues eines de treball, documentació professional, dibuixos, models per a medalles, medalles i una mostra de les seues escultures) al poble de Nules (on va néixer), el 15 d'abril de 1989.
El 10 de juny de 1995, després de la mort de l'artista, en la vila de Nules es va obrir el Museu de Medallística Enrique Giner] situat a l'Ermita de Sant Miquel, exempta de culte. Es va convertir en el primer i únic museu monogràfic d'aquesta categoria en tot Espanya.